# Vanga alabarrat
El vanga alabarrat(Hemipus picatus) és una espècie d'ocell de la família dels tefrodornítids (Tephrodornithidae) que habita boscos i matolls del nord i est de l'Índia, Sri Lanka, sud-oest de la Xina i, a través del Sud-est Asiàtic fins a Sumatra i Borneo.